# Semiothisa crumenata
Semiothisa crumenata är en fjärilsart som beskrevs av Fletcher 1963. Semiothisa crumenata ingår i släktet Semiothisa och familjen mätare. Inga underarter finns listade i Catalogue of Life.